# قائمة إصدارات الطوابع البريدية في رأس الخيمة (1965)
أدارت المملكة المتحدة العلاقات الخارجية لإمارات الساحل المتصالح نتيجة لمعاهدة «الاتفاقية الحصرية» لعام 1892، بما في ذلك إدارة البريد والبرق - حيث تكن هذه الإمارات منتمية للاتحاد البريدي العالمي. افتتحت حكومة الهند أول مكتب بريد في دبي في عام 1941. وفي عام 1948، وتولت إدارته وتشغيله الوكالات البريدية البريطانية في شرق شبه الجزيرة العربية، وهي شركة تابعة لمكتب البريد العام. كانت الطوابع في ذلك الوقت عبارة عن طوابع بريطانية مقابل رسوم إضافية بقيمة الروبية، حتى عام 1959، حيث أصدرت مجموعة من طوابع بريدية تحمل اسم «الإمارات المتصالحة» من دبي.
في عام 1963، تنازلت المملكة المتحدة عن مسؤوليتها عن الأنظمة البريدية في الإمارات المتصالحة إلى حكام الإمارات المتصالحة. لذا أصدرت إمارة رأس الخيمة أول طوابعها البريدية في سنة 1964.
الكثير من الطوابع التي أصدرت في إمارة رأس الخيمة تصنف ضمن طوابع الكثبان الرملية. طبعت هذه الطوابع بكثرة في الستينيات وأوائل السبعينيات من القرن الماضي، وتكاد تكون عديمة القيمة اليوم.
وجد فينبار كيني وهو رجل أعمال أمريكي ومن هواة جمع الطوابع الفرصة لإنشاء عدد من الإصدارات من الطوابع التي تستهدف سوق جامعي الطوابع المربح. وقد أبرم في عام 1964 اتفاقات مع إمارات الخليج العربي لإصدار طوابع، ومن بينها إمارة رأس الخيمة. حملت هذه الطوابع مصورا ذات ألوان وأشكال صارخة وليس لها صلة فعلية بالإمارات.
كان بيع الطوابع البريدية لفترة قصيرة تجارة مربحة للإمارات، حيث كان لمعظم الإمارات القليل من مصادر الدخل، باستثناء إمارة أبو ظبي، التي توفر فيها إنتاج النفط منذ عام 1965. ومع ذلك، انخفضت الإيرادات التي تصل إلى 70 ألف جنيه إسترليني للإمارات الأفقر إلى 30 ألف جنيه إسترليني مع التشبع الحتمي للسوق. شكل بيع الطوابع بحلول عام 1966 المصدر الرئيسي لدخل الإمارات المتصالحة الشمالية.
أدى انتشارها في النهاية إلى تقليل قيمتها، ولهذا السبب، فإن العديد من الكتالوجات الشعبية اليوم لا تدرجها حتى.
اتهم فينبار كيني بالتورط في قضية رشوة في الولايات المتحدة بسبب تعاملاته مع حكومة جزر كوك. انتهت ترتيبات فينبار كيني عندما توحدت الإمارات العربية المتحدة في ديسمبر 1971.
هذه قائمة إصدارات الطوابع البريدية في إمارة رأس الخيمة وقد تنوعت إصدارات الطوابع في عام 1969م في إمارة رأس الخيمة فقد أُصدرت طوابع لمناسبة ذكرى وفاة الرئيس الأمريكي جون كينيدي وأخرى ذكرى وفاة رئيس الوزراء البريطاني ونستون تشرشل وأخرى لمناسبة أولمبياد طوكيو 1964 وأُصدرت طوابع أخرى مُوشّحة بأسماء بعض رؤساء الولايات المتحدة الأمريكية مثل أبراهام لينكولن وفرانكلين روزفلت.

## إصدارات ذكرى وفاة الرئيس الأمريكي جون كينيدي
أُصدِرت ستة طوابع لمناسبة ذكرى وفاة الرئيس الأمريكي الخامس والثلاثين جون كينيدي:
| # | تاريخ الإصدار | الوصف                                                                                 | صورة الطابع | صورة الصحيفة الكاملة | القيمة      | الأبعاد     |
| - | ------------- | ------------------------------------------------------------------------------------- | ----------- | -------------------- | ----------- | ----------- |
| 1 | 21 يوليو 1965 | طابع بخلفية بنية ولون أزرق يحتوي على صورة للرئيس الأمريكي الخامس والثلاثين جون كينيدي |             |                      | روبية واحدة | 21 * 56 ملم |
| 2 | 21 يوليو 1965 | طابع بخلفية بنية ولون أزرق يحتوي على صورة للرئيس الأمريكي الخامس والثلاثين جون كينيدي |             |                      | روبية واحدة | 56 * 21 ملم |
| 3 | 21 يوليو 1965 | طابع بخلفية بنية ولون أزرق يحتوي على صورة للرئيس الأمريكي الخامس والثلاثين جون كينيدي |             |                      | روبية واحدة | 56 * 21 ملم |
| 4 | 21 يوليو 1965 | طابع بخلفية بنية ولون أزرق يحتوي على صورة للرئيس الأمريكي الخامس والثلاثين جون كينيدي |             |                      | روبيتان     | 56 * 41 ملم |
| 5 | 21 يوليو 1965 | طابع بخلفية بنية ولون أزرق يحتوي على صورة للرئيس الأمريكي الخامس والثلاثين جون كينيدي |             |                      | ثلاث روبيات | 56 * 41 ملم |
| 6 | 21 يوليو 1965 | طابع بخلفية بنية ولون أزرق يحتوي على صورة للرئيس الأمريكي الخامس والثلاثين جون كينيدي |             |                      | أربع روبيات | 41 * 56 ملم |

## إصدارات ذكرى وفاة رئيس الوزراء البريطاني ونستون تشرشل
أُصدِرت ستة طوابع لمناسبة ذكرى وفاة رئيس وزراء المملكة المتحدة ونستون تشرشل:
| # | تاريخ الإصدار | الوصف                                                                             | صورة الطابع | صورة الصحيفة الكاملة | القيمة      | الأبعاد     |
| - | ------------- | --------------------------------------------------------------------------------- | ----------- | -------------------- | ----------- | ----------- |
| 1 | سبتمبر 1965   | طابع بخلفية بنية ولون أزرق يحتوي على صورة رئيس وزراء المملكة المتحدة ونستون تشرشل |             |                      | روبية واحدة | 41 * 56 ملم |
| 2 | سبتمبر 1965   | طابع بخلفية بنية ولون أزرق يحتوي على صورة رئيس وزراء المملكة المتحدة ونستون تشرشل |             |                      | روبية واحدة | 56 * 21 ملم |
| 3 | سبتمبر 1965   | طابع بخلفية بنية ولون أزرق يحتوي على صورة رئيس وزراء المملكة المتحدة ونستون تشرشل |             |                      | روبية واحدة | 56 * 21 ملم |
| 4 | سبتمبر 1965   | طابع بخلفية بنية ولون أزرق يحتوي على صورة رئيس وزراء المملكة المتحدة ونستون تشرشل |             |                      | روبيتان     | 41 * 56 ملم |
| 5 | سبتمبر 1965   | طابع بخلفية بنية ولون أزرق يحتوي على صورة رئيس وزراء المملكة المتحدة ونستون تشرشل |             |                      | ثلاث روبيات | 56 * 41 ملم |
| 6 | سبتمبر 1965   | طابع بخلفية بنية ولون أزرق يحتوي على صورة رئيس وزراء المملكة المتحدة ونستون تشرشل |             |                      | أربع روبيات | 56 * 41 ملم |

## إصدارات أولمبياد طوكيو 1964
وُشّحت طوابع الرموز الوطنية الثلاثة التي أُصدِرت عام 1964 بعبارة "أولمبياد طوكيو 1964" باللغة العربية وعبارة "OLYMPIC TOKYO / 1964" باللغة الإنجليزية وأُصدرت لمناسبة دورة الألعاب الأولمبية الصيفية الثامنة عشرة التي جرت أحداثها في العاصمة اليابانية طوكيو وكانت بعض الطوابع تحتوي على أخطاء في الطباعة وبعضها قد طبعت بصورة مقلوبة:
| # | تاريخ الإصدار  | الوصف                                                                         | صورة الطابع | صورة الطابع بطباعة مقلوبة | صورة الطابع بطباعة خاطئة | صورة صحيفة الطابع | القيمة      |
| - | -------------- | ----------------------------------------------------------------------------- | ----------- | ------------------------- | ------------------------ | ----------------- | ----------- |
| 1 | 10 أكتوبر 1965 | طابع بلون أخضر فاتح يحتوي على صورة للسفينة الشراعية العربية التقليدية الدهو   |             |                           |                          |                   | روبية واحدة |
| 2 | 10 أكتوبر 1965 | طابع بلون أزرق بنفسجي يحتوي على صورة للسفينة الشراعية العربية التقليدية الدهو |             |                           |                          |                   | روبيتان     |
| 3 | 10 أكتوبر 1965 | طابع بلون رمادي مُزرق يحتوي على صورة للسفينة الشراعية العربية التقليدية الدهو  |             |                           |                          |                   | خمس روبيات  |

## إصدارات أبراهام لينكولن
وُشّحت طوابع الرموز الوطنية الثلاثة التي أُصدِرت عام 1964 بعبارة "أبراهام لينكولن / 1809-1865" باللغة العربية وعبارة "ABRAHAM LINCOLN / 1809-1865" باللغة الإنجليزية وأُصدرت لمناسبة ذكرى رئيس الولايات المتحدة الأمريكية السادس عشر أبراهام لينكون وكانت بعض الطوابع تحتوي على أخطاء في الطباعة وبعضها قد طبعت بصورة مقلوبة:
| # | تاريخ الإصدار  | الوصف                                                                         | صورة الطابع | صورة الطابع بطباعة مقلوبة | صورة الطابع بطباعة خاطئة | صورة صحيفة الطابع | القيمة      | الأبعاد     |
| - | -------------- | ----------------------------------------------------------------------------- | ----------- | ------------------------- | ------------------------ | ----------------- | ----------- | ----------- |
| 1 | 01 نوفمبر 1965 | طابع بلون أخضر فاتح يحتوي على صورة للسفينة الشراعية العربية التقليدية الدهو   |             |                           |                          |                   | روبية واحدة | 40 * 24 ملم |
| 2 | 01 نوفمبر 1965 | طابع بلون أزرق بنفسجي يحتوي على صورة للسفينة الشراعية العربية التقليدية الدهو |             |                           |                          |                   | روبيتان     | 40 * 24 ملم |
| 3 | 01 نوفمبر 1965 | طابع بلون رمادي مُزرق يحتوي على صورة للسفينة الشراعية العربية التقليدية الدهو  |             |                           |                          |                   | خمس روبيات  | 40 * 24 ملم |

## إصدارات فرانكلين روزفلت
وُشّحت طوابع الرموز الوطنية الثلاثة التي أُصدِرت عام 1964 بعبارة "فرانكلين روزفلت / 1882-1945" باللغة العربية وعبارة "FRANKLIN D. ROOSEVELT / 1882-1945" باللغة الإنجليزية وأُصدرت لمناسبة ذكرى رئيس الولايات المتحدة الأمريكية الثاني والثلاثين فرانكلين روزفلت وكانت بعض الطوابع تحتوي على أخطاء في الطباعة وبعضها قد طبعت بصورة مقلوبة:
| # | تاريخ الإصدار  | الوصف                                                                         | صورة الطابع | صورة الطابع بطباعة مقلوبة | صورة الطابع بطباعة خاطئة | صورة صحيفة الطابع | القيمة      | الأبعاد     |
| - | -------------- | ----------------------------------------------------------------------------- | ----------- | ------------------------- | ------------------------ | ----------------- | ----------- | ----------- |
| 1 | 30 نوفمبر 1965 | طابع بلون أخضر فاتح يحتوي على صورة للسفينة الشراعية العربية التقليدية الدهو   |             |                           |                          |                   | روبية واحدة | 40 * 24 ملم |
| 2 | 30 نوفمبر 1965 | طابع بلون أزرق بنفسجي يحتوي على صورة للسفينة الشراعية العربية التقليدية الدهو |             |                           |                          |                   | روبيتان     | 40 * 24 ملم |
| 3 | 30 نوفمبر 1965 | طابع بلون رمادي مُزرق يحتوي على صورة للسفينة الشراعية العربية التقليدية الدهو  |             |                           |                          |                   | خمس روبيات  | 40 * 24 ملم |